# 1973-as Vuelta ciclista a España
Az 1973-as Vuelta ciclista a España volt a 28. spanyol körverseny. 1973. április 26-a és május 13-a között rendezték. A verseny össztávja 3061 km volt, és 17 szakaszból állt. Végső győztes a belga Eddy Merckx lett.

## Végeredmény
|    | Versenyző                | Csapat                    | Idő           |
| -- | ------------------------ | ------------------------- | ------------- |
| 1  | Eddy Merckx              | Molteni                   | 84 óra 40' 50 |
| 2  | Luis Ocaña               | Bic                       | 3' 46         |
| 3  | Bernard Thevenet         | Peugeot-BP-Michelin       | 4' 16         |
| 4  | José Pesarrodona         | Kas-Kaskol                | 5' 54         |
| 5  | Pedro Torres             | La Casera-Pena Bahamontes | 7' 29         |
| 6  | Joaquim Agostinho        | Bic                       | 8' 15         |
| 7  | Agustin Tamames          | La Casera-Pena Bahamontes | 9' 15         |
| 8  | Luis Balague             | La Casera-Pena Bahamontes | 12' 26        |
| 9  | Roger Swerts             | Molteni                   | 13' 27        |
| 10 | Jesus Manzaneque Sanchez | La Casera-Pena Bahamontes | 15' 01        |